# Mistrzostwa Świata w Lekkoatletyce 2011 – bieg na 200 m kobiet
Bieg na 200 metrów kobiet – jedna z konkurencji rozgrywanych podczas lekkoatletycznych mistrzostw świata na Daegu Stadium w Daegu. 
Obrończynią tytułu mistrzowskiego z 2009 roku jest Amerykanka Allyson Felix

## Terminarz
| Data       | Godzina |            |
| ---------- | ------- | ---------- |
| 1 września | 10:50   | Eliminacje |
| 1 września | 19:25   | Półfinał   |
| 2 września | 20:55   | Finał      |

## Rekordy
Tabela prezentuje rekord świata, rekordy poszczególnych kontynentów, mistrzostw świata, a także najlepszy rezultat na świecie w sezonie 2011 przed rozpoczęciem mistrzostw.
|                                                | Zawodniczka              | Wynik | Miejsce         | Data                      |
| ---------------------------------------------- | ------------------------ | ----- | --------------- | ------------------------- |
| Rekord świata                                  | Florence Griffith-Joyner | 21,34 | Seul            | 29 września 1988(dts)     |
| Listy światowe                                 | Shalonda Solomon         | 22,15 | Eugene          | 26 czerwca 2011(dts)      |
| Rekord mistrzostw świata                       | Silke Gladisch           | 21,74 | Rzym            | 3 września 1987(dts)      |
| Rekord Afryki                                  | Mary Onyali-Omagbemi     | 22,07 | Zurych          | 14 sierpnia 1996(dts)     |
| Rekord Azji                                    | Li Xuemei                | 22,01 | Szanghaj        | 22 października 1997(dts) |
| Rekord Ameryki Północnej, Środkowej i Karaibów | Florence Griffith-Joyner | 21,34 | Seul            | 29 września 1988(dts)     |
| Rekord Ameryki Południowej                     | Lucimar de Moura         | 22,60 | Bogota          | 26 czerwca 1999(dts)      |
| Rekord Europy                                  | Marita Koch              | 21,71 | Karl-Marx-Stadt | 10 czerwca 1979(dts)      |
| Rekord Australii i Oceanii                     | Melinda Gainsford-Taylor | 22,23 | Stuttgart       | 13 lipca 1997(dts)        |

## Rezultaty

### Eliminacje
Biegi eliminacyjne odbyły się 1 września. Wystartowało w nich 40 zawodniczek. Bezpośrednio do półfinałów awansowały cztery najlepsze zawodniczki każdego z 5 biegów (Q) oraz czterech zawodniczek z najlepszym czasem, które zajęły piąte miejsca (q).

#### Bieg 1
Wiatr: -1,7 m/s
Godzina: 10:50 (UTC+7)
| Poz. | Zawodniczka          | Narodowość        | Tor | Reakcja | Rezultat | Uwagi |
| ---- | -------------------- | ----------------- | --- | ------- | -------- | ----- |
| 1    | Myriam Soumaré       | Francja           | 4   | 0,163   | 22,71    | Q, SB |
| 2    | Kerron Stewart       | Jamajka           | 2   | 0,176   | 22,83    | Q     |
| 3    | Julija Guszczina     | Rosja             | 7   | 0,154   | 22,88    | Q, SB |
| 4    | Nivea Smith          | Bahamy            | 3   | 0,229   | 23,09    | Q     |
| 5    | Chisato Fukushima    | Japonia           | 6   | 0,145   | 23,25    | q     |
| 6    | Jeneba Tarmoh        | Stany Zjednoczone | 8   | 0,178   | 23,60    |       |
| 7    | Chan Seyha           | Kambodża          | 1   | 0,195   | 26,34    | PB    |
|      | Ramona van der Vloot | Surinam           | 5   |         |          |       |

#### Bieg 2
Wiatr: -0,5 m/s
Godzina: 10:58 (UTC+7)
| Poz. | Zawodniczka          | Narodowość        | Tor | Reakcja | Rezultat | Uwagi |
| ---- | -------------------- | ----------------- | --- | ------- | -------- | ----- |
| 1    | Carmelita Jeter      | Stany Zjednoczone | 7   | 0,202   | 22.68    | Q     |
| 2    | Sherone Simpson      | Jamajka           | 3   | 0,196   | 22.94    | Q     |
| 3    | Jelizawieta Sawlinis | Rosja             | 6   | 0,157   | 23.09    | Q     |
| 4    | Jelizaweta Bryzhina  | Ukraina           | 5   | 0,176   | 23.70    | Q     |
| 5    | Vanda Gomes          | Brazylia          | 1   | 0,180   | 23.70    |       |
| 6    | Wiktoria Zjabkina    | Kazachstan        | 2   | 0,197   | 24.09    |       |
| 7    | Mary Jane Vincent    | Mauritius         | 3   | 0,189   | 25.20    | SB    |
|      | Blessing Okagbare    | Nigeria           | 8   |         |          |       |

#### Bieg 3
Wiatr: -0,3 m/s
Godzina: 11:06 (UTC+7)
| Poz. | Zawodniczka       | Narodowość                           | Tor | Reakcja | Rezultat | Uwagi |
| ---- | ----------------- | ------------------------------------ | --- | ------- | -------- | ----- |
| 1    | Dafne Schippers   | Holandia                             | 4   | 0,173   | 22.69    | Q, PB |
| 2    | Allyson Felix     | Stany Zjednoczone                    | 8   | 0,208   | 22,71    | Q     |
| 3    | Ana Claudia Silva | Brazylia                             | 5   | 0,151   | 22.96    | Q     |
| 4    | Janelle Redhead   | Grenada                              | 1   | 0,161   | 23.11    | Q     |
| 5    | Allison Peter     | Wyspy Dziewicze Stanów Zjednoczonych | 3   | 0,245   | 23.17    | q     |
| 6    | Endurance Abinuwa | Nigeria                              | 7   | 0,170   | 23.53    |       |
| 7    | Phumlile Ndzinisa | Suazi                                | 6   | 0,199   | 24.15    | PB    |
| 8    | Afa Ismail        | Malediwy                             | 2   | 0,215   | 26.48    |       |

#### Bieg 4
Wiatr: 0,3 m/s
Godzina: 11:14 (UTC+7)
| Poz. | Zawodniczka                  | Narodowość        | Tor | Reakcja | Rezultat | Uwagi |
| ---- | ---------------------------- | ----------------- | --- | ------- | -------- | ----- |
| 1    | Shalonda Solomon             | Stany Zjednoczone | 6   | 0,157   | 22.69    | Q     |
| 2    | Marija Riemień               | Ukraina           | 8   | 0,209   | 22.77    | Q     |
| 3    | Kai Selvon                   | Trynidad i Tobago | 4   | 0,173   | 22.89    | Q, PB |
| 4    | Anthonique Strachan          | Bahamy            | 2   | 0,165   | 23.20    | Q     |
| 5    | Nalkis Casabona              | Kuba              | 3   | 0,163   | 23.21    | q     |
| 6    | Anna Kiełbasińska            | Polska            | 7   | 0,195   | 23.34    |       |
| 7    | Kimberly Hyacinthe           | Kanada            | 1   | 0,160   | 23.83    |       |
| 8    | Hinikissia Albertine Ndikert | Czad              | 5   | 0,212   | 24.81    | PB    |

#### Bieg 5
Wiatr: -0,2 m/s
Godzina: 11:22 (UTC+7)
| Poz. | Zawodniczka              | Narodowość      | Tor | Reakcja | Rezultat | Uwagi |
| ---- | ------------------------ | --------------- | --- | ------- | -------- | ----- |
| 1    | Veronica Campbell-Brown  | Jamajka         | 8   | 0,238   | 22.46    | Q     |
| 2    | Iwet Łałowa              | Bułgaria        | 4   | 0,157   | 22.62    | Q, SB |
| 3    | Debbie Ferguson-McKenzie | Bahamy          | 2   | 0,149   | 22.86    | Q     |
| 4    | Chrystyna Stuj           | Ukraina         | 3   | 0,185   | 22.92    | Q, PB |
| 5    | Anyika Onuora            | Wielka Brytania | 5   | 0,181   | 22.93    | q, PB |
| 6    | Moa Hjelmer              | Szwecja         | 1   | 0,169   | 23.31    |       |
| 7    | Maryam Toosi             | Iran            | 7   | 0,189   | 24.17    |       |
| 8    | Fanny Shonobi            | Gambia          | 6   | 0,202   | 25.55    | SB    |

### Półfinał
Biegi półfinałowe odbyły się 1 września. Wystartowało w nich 24 zawodniczki. Bezpośrednio do finału awansowały dwie najlepsze zawodniczki każdego z trzech biegów (Q) oraz dwie zawodniczki z najlepszymi czasami, które zajęły dalsze miejsca (q).

#### Bieg 1
Wiatr: -0,7 m/s
Godzina: 19:25 (UTC+7)
| Poz. | Zawodniczka       | Narodowość        | Tor | Reakcja | Rezultat | Uwagi |
| ---- | ----------------- | ----------------- | --- | ------- | -------- | ----- |
| 1    | Carmelita Jeter   | Stany Zjednoczone | 6   | 0,216   | 22,47    | Q     |
| 2    | Sherone Simpson   | Jamajka           | 4   | 0,183   | 22.88    | Q     |
| 3    | Marija Riemień    | Ukraina           | 3   | 0,200   | 22.94    |       |
| 4    | Ana Claudia Silva | Brazylia          | 7   | 0,172   | 22.97    |       |
| 5    | Myriam Soumaré    | Francja           | 5   | 0,147   | 23.02    |       |
| 6    | Nivea Smith       | Bahamy            | 8   | 0,206   | 23.06    |       |
| 7    | Nelkis Casabona   | Kuba              | 1   | 0,141   | 23.32    |       |
|      | Chisato Fukushima | Japonia           | 5   | 0,143   | 23.52    |       |

#### Bieg 2
Wiatr: -0,1 m/s
Godzina: 19:33 (UTC+7)
| Poz. | Zawodniczka              | Narodowość                           | Tor | Reakcja | Rezultat | Uwagi |
| ---- | ------------------------ | ------------------------------------ | --- | ------- | -------- | ----- |
| 1    | Shalonda Solomon         | Stany Zjednoczone                    | 6   | 0,159   | 22.46    | Q     |
| 2    | Kerron Stewart           | Jamajka                              | 3   | 0,223   | 22.77    | Q     |
| 3    | Chrystyna Stuj           | Ukraina                              | 8   | 0,202   | 22.79    | q, PB |
| 4    | Debbie Ferguson-McKenzie | Bahamy                               | 5   | 0,166   | 22.85    | q     |
| 5    | Dafne Schippers          | Holandia                             | 4   | 0,168   | 22.90    |       |
| 6    | Jelizawieta Sawlinis     | Rosja                                | 7   | 0,170   | 23.04    |       |
| 7    | Anyika Onuora            | Wielka Brytania                      | 2   | 0,156   | 23.08    |       |
| 8    | Allison Peter            | Wyspy Dziewicze Stanów Zjednoczonych | 1   | 0,261   | 23.56    |       |

#### Bieg 3
Wiatr: -1,8 m/s
Godzina: 19:41 (UTC+7)
| Poz. | Zawodniczka             | Narodowość        | Tor | Reakcja | Rezultat | Uwagi |
| ---- | ----------------------- | ----------------- | --- | ------- | -------- | ----- |
| 1    | Veronica Campbell-Brown | Jamajka           | 4   | 0,221   | 22.53    | Q     |
| 2    | Allyson Felix           | Stany Zjednoczone | 6   | 0,208   | 22.67    | Q     |
| 3    | Iwet Łałowa             | Bułgaria          | 5   | 0,154   | 23.03    |       |
| 4    | Kai Selvon              | Trynidad i Tobago | 7   | 0,210   | 23.11    |       |
| 5    | Julija Guszczina        | Rosja             | 3   | 0,160   | 23.26    |       |
| 6    | Janelle Redhead         | Grenada           | 8   | 0,215   | 23.57    |       |
| 7    | Anthonique Strachan     | Bahamy            | 2   | 0,155   | 23.85    | PB    |
|      | Afa Ismail              | Malediwy          | 1   |         |          |       |

### Finał
| Poz. | Zawodnik                 | Reprezentacja     | Czas  | Uwagi |
| ---- | ------------------------ | ----------------- | ----- | ----- |
|      | Veronica Campbell-Brown  | Jamajka           | 22.22 | SB    |
|      | Carmelita Jeter          | Stany Zjednoczone | 22.37 |       |
|      | Allyson Felix            | Stany Zjednoczone | 22.42 |       |
| 4    | Shalonda Solomon         | Stany Zjednoczone | 22.61 |       |
| 5    | Kerron Stewart           | Jamajka           | 22.70 |       |
| 6    | Debbie Ferguson-McKenzie | Bahamy            | 22.96 |       |
| 7    | Chrystyna Stuj           | Ukraina           | 23.02 |       |
| 8    | Sherone Simpson          | Jamajka           | 23.17 |       |